# 二十年后
《二十年後》（法語：Vingt ans après）是法國十九世紀作家大仲馬於1845年為他大獲成功的作品《三劍客》所出版的續集，又譯作《續俠隱記》， 它與《三劍客》以及《布拉熱洛納子爵》組成了《達太安浪漫三部曲》。
這部小說以法國投石黨運動、路易十四的童年生活和英國內戰（英國資產階級革命）為主線描述了劍客們如何英勇的進行保護年幼的路易十四以及營救查理一世的活動。大仲馬在這部小說裡重現了17世紀中期的法國和英國的重大事件，也對小說中的著名人物進行了進一步的刻畫，不僅讓讀者更了解劍客們的真實身份，並且加入新元素，如路易十四，紅衣主教馬薩林， 拉烏爾（即後來的布拉熱洛納子爵），為下一部續集《布拉熱洛納子爵》打下了基礎。

## 內容

### 前文回顧
在《三劍客》的《尾聲》一章裡，作者一一交代了小說中幾個主人公的結局。那是一六二八年年底，身為路易十三的首相紅衣主教黎塞留在拉羅舍爾一役中獲得勝利，新教徒被迫簽訂了投降協定。達爾達尼央升任火槍隊副隊長。波爾多斯娶了一個有錢的寡婦，退出了火槍隊。阿拉密斯當了修士。只有阿多斯還做了幾年火槍手，後來繼承了一筆產業，回到鄉間隱居。

### 達太安和馬薩林
從書名《二十年後》便能知道，寫的是距離《三劍客》結束時的一六二八年二十年以後發生的事情。這時已是一六四八年。黎塞留和路易十三相繼棄世，原籍意大利的馬薩林，繼承了黎塞留的衣缽，做了紅衣主教和首相，由於路易十四年幼，成為法國太后奧地利的安妮的情人的馬薩林獨攬了大權。此人專斷貪財，橫徵暴斂，引起從王公貴族到平民百姓各方面的不滿。這年八月，終於在巴黎發生了投石黨運動。
達太安雖然在前本書結尾就升職為劍客隊副隊長，卻在過去的二十年中始終任這一個職位，心中自然充滿了失望和對太后的不滿。他偶然得到馬薩林的命令，去巴士底獄押解一個政治犯，後來發現此人正是他曾經的對手和老朋友羅什福爾特伯爵。在與羅什福爾特的交談中，達太安得知其入獄是由於他拒絕為馬薩林工作。當羅什福爾特與馬薩林見面時，他雖然提出願意為馬薩林服務並向其大力推薦達太安和他的劍客朋友們，但是由於抗拒馬薩林讓他監視博福特公爵的命令，他被再度送回巴士底獄，不過在返回的路上為投石黨人（帶頭的正是達太安原來的跟班普朗挈）所救。
馬薩林向太后求證達太安的事蹟，並得知了火槍手在二十年前的英勇表現。而太后為了表示對自己在這二十年中忘記了達太安等人的歉意，將自己早先送給達太安的鑽石戒指交給馬薩林，並讓他轉交給達太安。但是本性吝舍的馬薩林僅僅將戒指給達太安看以證明太后再度需要其幫助，並以升職以及其他承諾讓達太安去找回原來的朋友。

### 重建四人小組
雖然已經和朋友們長期失去聯絡，但是達太安很快在原來的跟班普朗挈的幫助下獲取了他們的信息：阿多斯，拉費爾伯爵，現在在他布盧瓦的領地;阿拉密斯，埃爾布萊神父，現在正在教堂任職; 波爾多斯, 杜·瓦隆·德·布拉西安·德·皮埃爾豐先生, 和有錢的律師寡婦結婚後繼承了大筆遺產。達太安對他們一一進行了拜訪，但是結果卻令他失望。只有波爾多斯因為想要获得爵位而同意為馬薩林效勞，而阿多斯和阿拉密斯則站在投石黨一邊，無法與達太安合作。四人在追捕博福尔公爵過程中再度相遇，卻發現雙方已成敵人，加上阿拉密斯的嘲諷，達太安的固執，兩方勢成水火。最後，阿多斯邀請他們來談判，發表了動人的演說，四個人重歸於好。他說到:"讓那群政治人物見鬼去吧，何必為了這些我們不相干的人，以及他們卑劣，下賤的利益糾紛，讓我們手足相殘，我們日後在戰場上相見，仍舊續我們的舊，不用當他們一回事。"他們畢竟是共過患難、同過生死的伙伴，所以他們保證雖然分處敵對兩方，仍要如同往年一樣忠於友誼，緊密團結。所以當他們在英國不期而遇時，達太安和波爾多斯毅然放棄了自己的任務，救下阿多斯和阿拉密斯，四人小組再次重建，並為了拯救查理一世而英勇戰鬥。

### 博福尔公爵
馬薩林的死敵博福尔公爵（投石黨人的領袖之一）被其囚禁在萬森城堡。作為投石黨的支持者，阿多斯派出了他的僕人沉默的摩力格作為萬森城堡的獄卒伺機營救博福尔。他們的計劃非常成功，但是這個時候達太安和波爾多斯追趕上了他們。在一場追逐之後，達太安和波爾多斯發現自己被一群投石黨人包圍，而為首的居然就是好友阿多斯和阿拉密斯。之後四人在皇家廣場見面，並澄清了誤會，再次共同出生入死。

### 巴黎大逃亡
由於博福特公爵的出逃，巴黎的投石黨暴動達到了高潮，達太安和波爾多斯帶領奧地利的安妮，年幼的路易十四和馬薩林從巴黎出逃。之後馬薩林派遣達太安和波爾多斯出發去英國送消息給奧利弗·克倫威爾並讓他們對克倫威爾言聽必從。同時英國王后亨莉雅妲·瑪利亞向阿多斯求助，請求他去營救她的丈夫，在英國內戰中的查理一世。阿多斯和阿拉密斯也向英國出發。

### 拉烏爾
作為《布拉熱洛納子爵》重要人物之一，拉烏爾在《二十年後》第一次登場。阿多斯是他的監護人，同時也是他的親生父親。這部小說裡面主要有三個場景提到拉烏爾：
- 在達太安去拜訪阿多斯的時候，拉烏爾和露易絲·拉·瓦里埃爾（同樣是《布拉熱洛納子爵》重要人物之一，後來成為路易十四的情婦）同時登場；
- 此後阿多斯為了讓培養烏爾成為騎士同時也為了讓他從和露易絲·拉·瓦里埃爾淺薄的愛情中脫離出來而帶領他到巴黎，同時也讓他在不知情的情況下和他的親生母親謝弗洛茲夫人（前王后女官，在《三個火槍手》中多次出現，曾化名瑪麗·密松）見面；
- 拉烏爾和摩力格出發去往軍隊報導。途中偶然救下吉斯公爵 （同樣是《布拉熱洛納子爵》重要人物之一，愛慕路易十四的王后玛丽亚·特蕾西亚），兩人成為好友。同時他們一同從西班牙人手上救下了一個重傷的人，為了滿足他想要做最後的懺悔的要求，拉烏爾在路途上找到一名年輕的修士並將其帶到了將死之人身邊。在命運的安排下，拉烏爾在不知情的情況下和兩個和火槍手們有淵源關係的人見了面。將死之人是貝鬆的儈子手，也就是他在《三個火槍手》的最後對米萊狄執行了死刑，而年輕的修士則正是米萊狄的兒子約翰·弗朗索瓦·溫斯特，現在化名摩多爾特，正在尋找對其母親進行最終審判的幾人: 貝鬆的儈子手，他的叔叔溫斯特以及四名火槍手，以實現自己的複仇計劃。在儈子手懺悔後，摩多爾特手刃了儈子手。而得知這一消息的摩力格迅速將消息告知了阿多斯。

### 英國之行
米萊狄的兒子，摩多爾特，他另一個身份正是克倫威爾手下的一名清教徒。他在法國海港和達太安接頭，並帶領他們去見克倫威爾。在之後查理一世被捕的一場戰役中，摩多爾特殺害他的叔叔溫斯特爵士。而達太安和波爾多斯及時俘虜阿多斯和阿爾密斯，使其免受傷害。在達太安看守阿多斯和阿拉密斯期間，阿多斯說服二人去營救查理一世，四人出逃。
雖然他們的計劃一一失敗，但是最後火槍手們想辦法綁架儈子手以推遲查理一世的行刑。但由於摩多爾特假扮劊子手，是他們的營救計劃最終失敗，查理一世將英國皇室財寶的秘密留給阿多斯。後來達太安等人將摩多爾特困於克倫威爾的宅邸，並想對其進行審判，摩多爾特卻從密道逃跑。
四個火槍手和他們的跟班坐船離開，在途中他們發現這是摩多爾特的一個陷阱。當他們使用舢板逃生時，落水的摩多爾特請求他們營救，雖然其他人都反對，阿多斯卻堅持要救他。但當他伸手給摩多爾特時，後者卻把他拉入海中。在水中的爭鬥中，阿多斯將匕首插入摩多爾特的胸口。阿多斯說道：“我還有個兒子……我要活下去。”他接著說道“不是我殺他……這都是命運”（雖然其他人都認為他是指拉烏爾，但有一解釋認為他其實是指摩多爾特實際上是他和米萊狄兒子。大仲馬沒有留下證實的文字，但在小說裡有出現好些暗示，比如當阿多斯得知摩多爾特成功從克倫威爾的宅邸逃跑時，鬆口氣。 ）

### 結局
一到達法國，四人分頭前往巴黎。但當阿多斯和阿拉密斯回到巴黎時，發現他們的朋友已經被馬薩林囚禁在呂埃的城堡。當阿多斯想請求王太后釋放他們時，他和阿拉密斯也被軟禁了。達爾達尼央通過自己的聰明才智在波爾多斯的幫助下不但成功逃脫，而且還綁架馬薩林到波爾多斯的一個城堡。他們以馬薩林為人質最終獲得了自由，達太安獲得的火槍隊隊長的職位，波爾多斯獲得了貴族稱號，達太安還為阿多斯向王太后請求了爵士頭銜。
最後第一次投石黨運動結束了，馬薩林，王太后和路易十四返回巴黎。在一場暴亂中，達太安無意中誤殺了羅什福爾特（他們二人曾經在《三個火槍手》的結尾決鬥過兩次，羅什福爾特說：“如果我們有第三次決鬥，我將死於你的劍下。”），而波爾多斯則失手打死了波那瑟（達太安的前房東，裁縫店老闆，曾為紅衣主教黎塞留的線眼，現在是乞丐和投石黨人）。
最後四人又再次各分東西，達太安留在巴黎，阿多斯回到拉費爾的領地，阿拉密斯重返教堂，波爾多斯也返回了巴隆城堡。